# Zha Shibiao

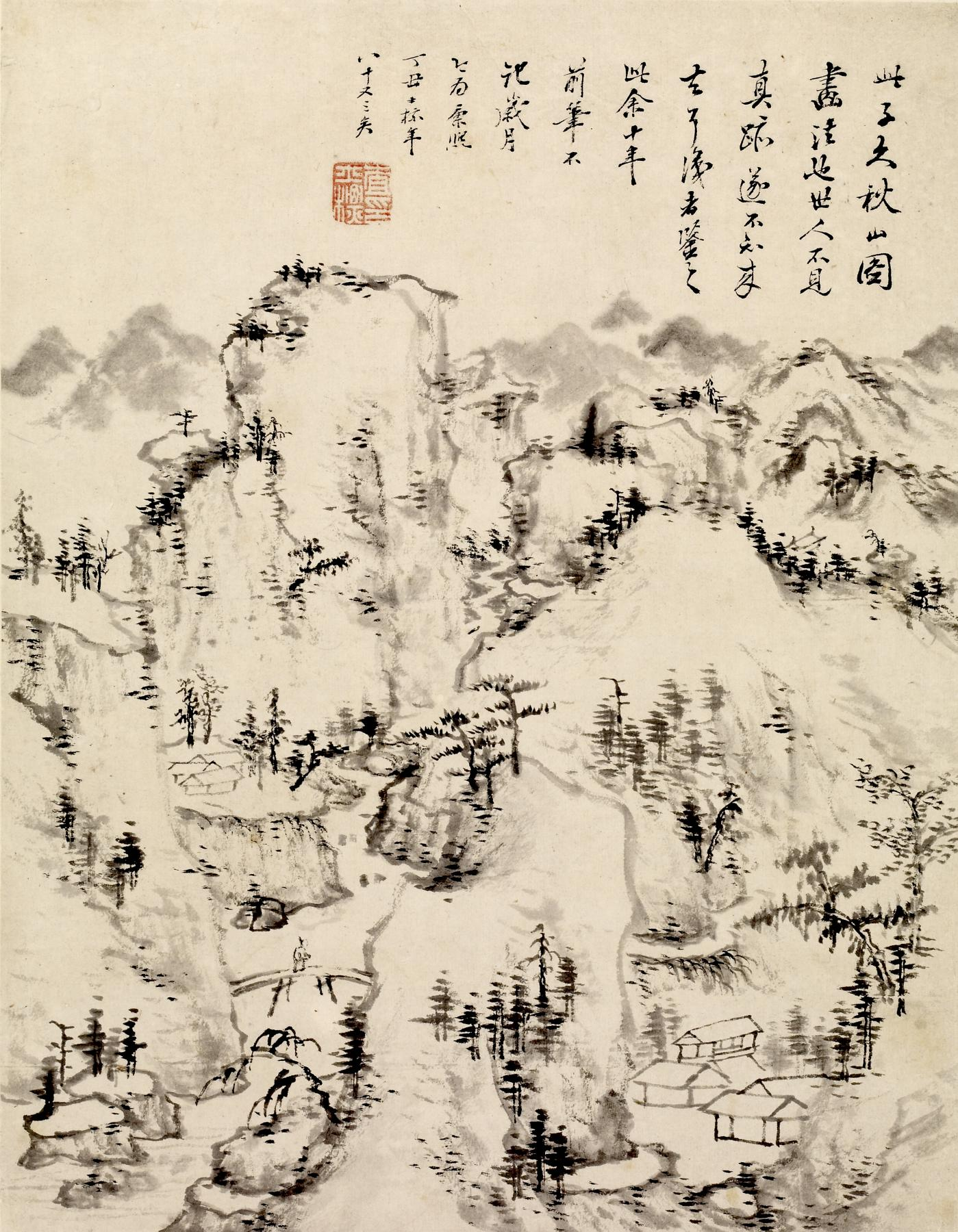
Landschap in de stijl van Huang Gongwang (ca. 1687), gewassen inkt op papier

Zha Shibiao (traditioneel Chinees: 查士標; 1615–1698) was een Chinees kunstschilder, connaisseur, kalligraaf en dichter uit de vroege Qing-periode. Hij was een inwoner van Anhui en wordt tot de Vier Meesters van Anhui gerekend.

## Biografie
Zha kwam uit een familie van literati en kunstverzamelaars. Hij behaalde in zijn twintigerjaren de xiucai-graad in het Chinees examenstelsel. Nadat de Mantsjoes in 1644 in China aan de macht waren gekomen, ondernam hij echter geen poging om een positie aan het hof van de Qing-dynastie te bemachtigen. In plaats daarvan wijdde hij zich net als veel andere Ming-loyalisten aan de schilder- en dichtkunst. Nadat de Mantsjoes zijn huis verwoestten, vestigde Zha zich in Nanjing en later in Zhenjiang in de provincie Jiangsu. In de jaren 70 vestigde hij zich in Yangzhou.

## Werk
De kalligrafiestijl van Zha was beïnvloed door Mi Fu (1051–1107) en Dong Qichang (1555–1636). Zijn meeste shan shui-landschappen zijn in de stijl van Ni Zan (1301–1374) en zijn tijdgenoot Hong Ren (1610–1664). Ze zijn uitgevoerd in droge penseelstreken en spaarzame composities en ademen een winterse verlatenheid. Later ontwikkelde Zha een meer eigen stijl, met meer natte gewassen inkt dan Hong Ren. De landschappen uit deze periode vertonen zichtbare invloeden van Wu Zhen (1280–1354) en Dong Qichang (1555–1636).
- Gemeinsame Normdatei: 142649163
- International Standard Name Identifier: 0000 0000 8284 1719
- Library of Congress Control Number: n81088137
- Nationale bibliotheek van Australië: 36606082
- Nationale Bibliotheek van Israël: 987007513299205171
- Trove: 1322901
- Union List of Artist Names: 500125719
- Virtual International Authority File: 96608674
- WorldCat: E39PBJgMvyc8gJhjwyD68GFFrq